# Leonardo Monteiro
José Leonardo Costa Monteiro (Governador Valadares, 9 de outubro de 1951) é um advogado e político brasileiro filiado ao Partido dos Trabalhadores (PT).